# Вставай (пісня)
Вставай — пісня українського гурту «Океан Ельзи» з альбому «Модель». Пісня також увійшла до альбомів з найпопулярнішими піснями гурту «Вибране…» (2007) і «Океан Ельзи: The Best Of» (2010) та до альбому-збірки 1221, що символізує «21 хіт за 12 років» існування групи. Одна з пісень, що найчастіше виконувалися під час Помаранчевої революції та Євромайдану.

## Автор про пісню
Автор музики та віршів Святослав Вакарчук так характеризує своє творіння: 
Трохи політична пісня. Вона присвячена і нашій країні, і Росії. Співається як звернення до дівчини. Я довго думав над цією піснею, довго писав слова. Це прохання робити що-небудь! Річ досить пряма і кон'юктурна. Приспів ми зробили потужний — в гітарному стилі. Використовували відразу три або чотири гітари, щоб створити ефект стадіону.

## Історія
Наприкінці 2004 року, коли в Україні розпочалася Помаранчева революція, «Океан Ельзи» не зміг залишатися осторонь. Музиканти були змушені відмовитись від «Ікс-туру» по Росії та підтримували повсталих людей. Хіти гурту, особливо «Вставай», звучали над переповненим Майданом не рідше ніж державний гімн України. Згодом був знятий кліп на основі подій «Помаранчевої революції» з виступом гурту «Океан Ельзи» на Майдані НезалежностіОкеан Ельзи (Okean Elzy) — Вставай (помаранчева революція) [Архівовано 15 червня 2014 у Wayback Machine.].
Євромайдан застав «Океан Ельзи» з гастролями у Росії. Під час свого виступу у Москві 22 листопада 2013 року група виконала перед багатотисячним залом «Stadium Live» пісню «Вставай», яку присвятила подіям в Україні.
24 листопада активісти Євромайдану зняли і виклали в YouTube відео на пісню «Вставай», яку присвятили антиурядовим виступам в Україні.
Фронтмен гурту «Океан Ельзи» Святослав Вакарчук прибув на Євромайдан 28 листопада. Він закликав студентів, яких на Майдані Незалежності зібралося кілька тисяч, будь-що тримати курс на Європу. Після промови, він вже збирався йти з імпровізованої сцени на сходинках стели Незалежності, коли студенти почали просити його заспівати, скандуючи: «Заспівай!». Тоді Вакарчук повернувся та акапельно виконав пісню «Вставай». Майдан співав разом з ним. Того ж дня цією піснею відзначили прибуття на Євромайдан 15-тисячної колони студентів.
«Вставай, мила, вставай» співали 14 грудня разом з гуртом десятки тисяч людей на Євромайдані під час концерту там «Океану Ельзи» в його старому складі, який розпочав свій виступ саме цією піснею. «Вставай» сприймається протестувальниками як заклик виходити і відстоювати свої права.